# Frank R. Pfetsch
Frank R. Pfetsch (* 2. September 1936 in Karlsruhe; † 18. November 2021) war ein deutscher Politikwissenschaftler. Er lehrte von 1979 bis zu seiner Pensionierung im Jahr 2003 als Professor für Politikwissenschaft an der Universität Heidelberg. Er war ein international anerkannter Experte im Bereich der Europäischen Integration.

## Leben und Wirken
Der Sohn eines Rechtsanwalts besuchte die Karlsruher Helmholtzschule und legte dort 1956 das Abitur ab. Er studierte zwischen 1956 und 1964 die Fächer Volkswirtschaft und Politikwissenschaft. Das Studium begann er in Karlsruhe. Für 1958/59 erhielt er ein Stipendium für Frankreich und studierte am Institut d’études politiques de Paris. Von Ende 1959 bis Mitte 1961 studierte er an der Freien Universität Berlin. Das Studienjahr 1961/62 verbrachte er am Institut universitaire d’études européennes de Turin. Ab Sommersemester 1962 studierte er an Universität Heidelberg. Für seine Arbeit an der Dissertation ging er 1963 für acht Monate an die Harvard University. Er wurde 1965 in Heidelberg promoviert mit einer von Carl Joachim Friedrich und Ernst Topitsch betreuten Arbeit über die Entwicklung zum faschistischen Führerstaat in der politischen Philosophie von Robert Michels. In Heidelberg erfolgte auch seine Habilitation über das Thema Zur Entwicklung der Wissenschaftspolitik in Deutschland: 1750–1914. Anschließend folgten Tätigkeiten an Forschungsinstitutionen und im früheren Bundesministerium für wissenschaftliche Forschung sowie als Berater der UNESCO in verschiedenen Ländern Asiens. Von 1979 bis zu seiner Pensionierung im Jahr 2003 lehrte er als Professor für Politikwissenschaft in Heidelberg. Dort gründete er das Heidelberger Institut für Internationale Konfliktforschung (HIIK).
Seine Arbeitsschwerpunkte lagen in den Internationalen Beziehungen unter besonderer Berücksichtigung der Konfliktforschung und im Bereich der Europäischen Integration. Im Jahr 1981 veröffentlichte er zwei Bücher über die deutsche Außenpolitik, die teilweise ins Englische übersetzt und mehrere Auflagen erfuhren. Er wurde 1999 mit einer Jean Monnet-Professur der Europäischen Kommission ausgezeichnet. Er hatte zahlreiche Gastprofessuren (unter anderem in Paris, Pittsburgh oder Seoul) und war für sechs Jahre im Präsidium der Europäischen Politologenvereinigung. Noch 2019 erschien die dritte Auflage seiner Darstellung über die politischen Theoretiker von der griechischen Antike bis heute.

## Schriften (Auswahl)
Monographien
- Die Außenpolitik der Bundesrepublik Deutschland. Von Adenauer zu Merkel. 2. Aufl. Wochenschau-Verlag, Stuttgart 2014, ISBN 3-89974-840-9.
- Das neue Europa. VS, Verlag für Sozialwissenschaften, Wiesbaden 2007, ISBN 3-531-15515-6.
- Verhandeln in Konflikten. Grundlagen – Theorie – Praxis. VS, Verlag für Sozialwissenschaften, Wiesbaden 2006, ISBN 3-531-15084-7.
- Die Europäische Union. Geschichte, Institutionen, Prozesse (= UTB. Band 1987). 3. erweiterte und aktualisierte Auflage. Fink München 2005, ISBN 3-8252-1987-9
- Theoretiker der Politik. Von Platon bis Habermas.  3., aktualisierte Auflage. Nomos, Baden-Baden 2019, ISBN 978-3-8487-5015-3.
- Erkenntnis und Politik. Philosophische Dimensionen des Politischen. Wissenschaftliche Buchgesellschaft, Darmstadt 1995, ISBN 3-534-12413-8.
- Handlung und Reflexion. Theoretische Dimensionen des Politischen. Wissenschaftliche Buchgesellschaft, Darmstadt 1995, ISBN 3-534-12414-6.

Herausgeberschaften
- Internationale Dimensionen in der Wissenschaft. Erlangen 1979, ISBN 3-88150-043-X.
- International relations and Pan-Europe. Theoretical approaches and empirical findings. Lit, Münster u. a. 1993, ISBN 3-89473-945-2.
- Verfassungsreden und Verfassungsentwürfe. Länderverfassungen 1946–1953 (= Verfassungspolitik. Band 1). Lang, Frankfurt am Main u. a. 1986, ISBN 3-8204-8342-X